# Scutellum (Süßgräser)
Der Ausdruck Scutellum (Variante von lateinisch scutulum „kleiner Schild“, Diminutivform von scutum „Langschild“) oder Schildchen bezeichnet bei der Grasfrucht (Karyopse) der Süßgräser ein schildartiges Saugorgan (Haustorium), das seinen Ursprung in der Keimblattscheide hat. Es dient dazu, den Embryo mit den im Endosperm befindlichen Nährstoffen zu versorgen.